# Джиммі-Голлівуд
Джиммі-Голлівуд (англ. Jimmy Hollywood) — американська комедія 1994 року.

## Сюжет
Джиммі Альто живе в Лос-Анджелесі і мріє зніматися в кіно, але йому постійно не щастить. В очікуванні запрошень на зйомки він гуляє по вулицях зі своїм другом Вільямом. Помічаючи зростання злочинності, Джиммі разом з другом беруть на себе роль охоронців міста.

## У ролях
| Актор            | Роль               |
| ---------------- | ------------------ |
| Джо Пеші         | Джиммі Альто       |
| Крістіан Слейтер | Вільям             |
| Вікторія Абріль  | Лорейн де ла Пенья |
| Джейсон Бех      | детектив           |
| Ерл Біллінгс     | капітан поліції    |
| Роберт ЛаСардо   | грабіжник          |
| Баррі Левінсон   | у ролі самого себе |
| Гаррісон Форд    | у ролі самого себе |